# Börje Johansson (fysiker)
Sven Börje Johansson, född 12 juni 1942 i Säters landsförsamling i Dalarna, är en svensk teoretisk fysiker verksam inom den kondenserade materiens teori.

## Biografi
Börje Johansson föddes i Säters landsförsamling i Dalarna. Familjen flyttade 1952 till Hällefors i Örebro län. Efter realexamen vid Hällefors kommunala realskola 1958 fick Johansson frielevplats på Sigtunastiftelsens Humanistiska Läroverk. Han bedrev studier i fysik och matematik vid Uppsala universitet 1961-1963, vilket ledde till filosofie kandidatexamen.
Han var anställd vid FOA (Försvarets forskningsanstalt) 1964-1979. 1964 fick han stipendium för att forska vid Nordita, Nordiska institutet för teoretisk fysik, som då var lokaliserat till Niels Bohr-institutet vid Köpenhamns universitet. Han blev licentiat i kärnfysik 1965. År 1969 disputerade han för filosofie doktorsgrad i teoretisk fysik  på avhandlingen Phase Transitions in Fermi Systems vid Stockholms universitet och blev docent i teoretisk fysik samma år. Efter forskning vid den tekniska högskolan i Zürich 1979-1980 och flera gästforskarperioder vid universitet i USA var han professor i teoretisk fysik vid Århus universitet 1980-1987.
Han erhöll 1985 en professur vid Naturvetenskapliga forskningsrådet med verksamheten förlagd till Uppsala universitet som övertog professuren 1994. Han var 2000-2017 även gästprofessor i materialteori vid Kungliga Tekniska högskolan i Stockholm. Johansson byggde vid Uppsala universitet upp en ny forskningsverksamhet som runt år 2000 omfattade cirka 50 personer. Som gästprofessor vid KTH byggde han där upp en ny forskningsmiljö bestående av cirka 30 personer, varav fyra professorer. Han har publicerat omkring 1100 vetenskapliga artiklar i tidskrifter med peer review (granskningsförfarande), bland annat i Nature, Science, PNAS och Phys. Rev. Letters. Han har handlett ett 60-tal doktorander till disputation.
Johansson är ledamot av Kungliga Vetenskapsakademien sedan 1997 där han var medlem i Nobelkommittén för fysik 2007-2016 varav 2011-2012 som ordförande. Sedan 2008 är han ledamot av Kungliga Ingenjörsvetenskapsakademien samt av Kungliga Vetenskaps-Societeten i Uppsala sedan 1992. Han invaldes som ledamot i American Physical Society  2014.
Han var dekanus för Dalian University of Technology(en) 2006-2009. 
Johansson var engagerad i flera  kommittéer för etablering av MAX IV-laboratoriet. Han ledde 2000-2003 det svenska intresset för etableringen av  ESS (European Spallation Source) i Lund. Han ledde inrättandet av superdatorcentret i Linköping från 1999. Han startade och ledde det svenska nanonätverket från 2000.

## Forskargärning
Bland Johanssons främsta vetenskapliga insatser märks studier av grundämnen bland övergångsmetaller och sällsynta jordartsmetaller, särskilt de som ingår i lantaniderna och aktiniderna. Han har gjort omfattande och banbrytande studier av grundämnet cerium (Ce) och lanserat en ny teori för hur ceriums 4f-elektron drastiskt förändras när metallen utsätts för högt tryck. Relaterat till detta är hans grundläggande studier av hur aktinidelementens 5f-elektroner ändrar karaktär genom serien av grundämnen. Han kunde på detta sätt klarlägga plutonium(Pu)-metallens unika uppförande. Likaså kunde han förutspå att americium (Am) är en supraledare vid låga temperaturer, något som omvärlden då misstrodde men som senare bekräftades experimentellt.
Johanssons tidiga intresse för lantanidmetallernas elektronstruktur ledde honom till att formulera en teori med vilken energipositionen för 4f-elektronerna kan fastställas med mycket hög precision. 1978 insåg han att denna teori även är direkt tillämpbar för metaller i allmänhet vad gäller de experimentella mätningarna av core-elektroners energier med hjälp av ESCA-metoden (en teknik som belönades med Nobelpriset i fysik 1981 till Kai Siegbahn). Därigenom kunde han 1979 tillsammans med Nils Mårtensson presentera teoretiska resultat för core-elektronernas energier för praktiskt taget alla grundämnen i periodiska systemet och som med hög precision reproducerade alla uppmätta data. Därigenom erhölls en bredare allmän förståelse av de så kallade kemiska skiften. Även core-elektronernas energiskifte mellan djupt liggande atomer och atomer i det så kallade ytskiktet fick med denna teori sin förklaring.
Johansson har i sin forskning ägnat stor uppmärksamhet åt relationen mellan elektronstruktur och atomernas placering i kristallstrukturer, inte minst de kristallstrukturförändringar som observerats experimentellt när ett material utsätts för höga tryckbelastningar. Han har identifierat analoga egenskaper mellan cerium under tryck och aktinidelementen, vilket bidragit till en fördjupad förståelse av mekanismer bakom kristallstrukturer i allmänhet. Exempelvis uppvisar 3d-elementens kristallstrukturer helt oväntade egenskaper i jämförelse med 4d- och 5d-elementen, men Johansson påvisade att den anomalin försvinner när hänsyn tas till magnetismen hos 3d-elementen.

## Utmärkelser
Johansson var 2008 en av de första att få ett forskningsanslag från Europeiska forskningsrådet ERC på fem år. Johansson är hedersdoktor respektive hedersprofessor vid följande utländska universitet: Technische Universität Wien 2004, Moscow Institute of Physics and Technology  2004, Huazhong Normal University, nu Central China Normal University 2006, Dalian University of Technology 2006, Zhejianguniversitetet 2008 och Tsinghuauniversitetet 2012.
Johansson har mottagit följande utmärkelser:
- Celcius-medaljen år 2000
- Björkénska priset 2004
- Humboldt Research Award 2017.